# Ligne de tramway 305/2
Pour les articles homonymes, voir Ligne 305.
Ne doit pas être confondu avec Ligne de tramway 305/1.
La ligne 305/2 d'après son numéro de tableau horaire est une ancienne ligne de tramway du Groupe de Louvain de la Société nationale des chemins de fer vicinaux (SNCV) qui a fonctionné entre le 3 décembre 1901 et le 16 mai 1953.

## Histoire
3 décembre 1901 : mise en service entre la gare d'Aarschot et la gare d'Haecht (dépôt vicinal).
Au cours de la Seconde Guerre mondiale, l'occupant a procédé au démontage de la ligne 276 Aarschot Station-État - Keerbergen Station, la commune de Tremelo souhaite cependant le rétablissement de la liaison ferrée vers Malines et en fait la demande à la SNCV qui remet en service à la fin du mois d'octobre 1949 une liaison entre Keerbergen et Tremelo avec un tracé en partie différent de celui de la ligne 276, le champ d'aviation de Keerbergen agrandi par l'occupant occupant l'emprise de l'ancienne ligne vicinale, la nouvelle ligne suit la chaussée entre Keerbergen Grand Veneur et Tremelo. Le service est assuré comme une antenne de la ligne comme suit :
- Keerbergen Grand Veneur (correspondance avec la ligne électrique M) - Tremelo Station - Werchter Route de Tremelo - Aarschot SNCB qui utilise outre la nouvelle section entre Keerbergen et Tremelo également la section Tremelo Station - Werchter Route de Tremelo de l'ancienne ligne 253 ;
- Haacht Gare, Évitement ou Village selon le service - Werchter Route de Tremelo - Aarschot SNCB ;
- il existe aussi un service au matin Haacht Évitement (gareles dimanches et jours feriés) - Werchter Route de Tremelo - Tremelo Station - Keerbergen Grand Veneur et un autre le soir en sens inverse (limité à Haacht Village).

16 mai 1953 : suppression. La section Haacht - Werchter n'est pas remplacée mais reste desservie par la ligne d'autobus de complément de la SNCB 336 Louvain Station - Haacht Station, la section Werchter - Betekom est abandonnée, enfin les sections Keerbergen - Tremelo et Tremelo - Werchter sont reprises comme extensions de la ligne d'autobus 797.

## Exploitation

### Horaires
Tableaux :
- 305/2 en 1931, numéro partagé entre les lignes 305/1 Tirlemont Station-État - Aarschot Station-État et 305/2 Aarschot Station-État - Haacht Dépôt[5].
- 595 en 1950[2].